# قصير بخانس
قرية قصير بخانس هي إحدى القرى التابعة لمركز أبو تشت في محافظة قنا في جمهورية مصر العربية. حسب إحصاءات سنة 2006، بلغ إجمالي السكان في قصير بخانس 9193 نسمة، منهم 4583 رجل و4610 امرأة.